# Skjoldenæsdysse 2
Der Skjoldenæsdysse 2 war eine megalithische Grabanlage der jungsteinzeitlichen Nordgruppe der Trichterbecherkultur im Kirchspiel Ferslev in der dänischen Kommune Frederikssund. Er wurde im 19. oder frühen 20. Jahrhundert zerstört.

## Lage
Das Grab lag nördlich von Vellerup Sommerby bei Skallehage. Nur wenig südlich lag das zerstört Großsteingrab Skjoldenæsdysse 1 und nordöstlich das zerstörte Großsteingrab Skjoldenæsdysse 3. In der näheren Umgebung gibt bzw. gab es zahlreiche weitere megalithische Grabanlagen.

## Forschungsgeschichte
Die Anlage wurde 1809 unter Schutz gestellt. Im Jahr 1873 führten Mitarbeiter des Dänischen Nationalmuseums eine Dokumentation der Fundstelle durch. Bei einer weiteren Dokumentation im Jahr 1942 waren keine baulichen Überreste mehr auszumachen.

## Beschreibung
Die Anlage besaß eine nordnordwest-südsüdöstlich orientierte rechteckige Hügelschüttung mit einer Länge von etwa 18,5 m, einer Breite von 5 m und einer Höhe von 2,5 m. Von der Umfassung waren 1873 noch 32 Steine erhalten: 14 an der westsüdwestlichen Langseite (davon fünf an ihrer ursprünglichen Position), zwölf an der ostnordöstlichen Langseite (weitere fehlten bereits), vier an der südsüdöstlichen Schmalseite und zwei umgestürzte und gesprengte von ehemals vier an der nordnordwestlichen Schmalseite.
Etwa 8 m vom südsüdöstlichen Ende des Hügels befand sich eine Grabkammer, von der 1873 noch zwei Wandsteine und ein Deckstein erhalten waren. Der Deckstein wies in der Mitte seiner flachen Oberseite einige Schälchen auf. Der genaue Typ der Kammer lässt sich nicht sicher bestimmen.